# Siphosturmia phyciodis
Siphosturmia phyciodis är en tvåvingeart som först beskrevs av Daniel William Coquillett 1897.  Siphosturmia phyciodis ingår i släktet Siphosturmia och familjen parasitflugor. Inga underarter finns listade i Catalogue of Life.